# Новокальчеве
Новокальчеве (у 1929-2016 — Червоноармі́йське) — село в Україні, у Березівському районі Одеської області. Адміністративний центр Новокальчевської сільської громади. Населення становить 516 осіб.

## Населення
Згідно з переписом 1989 року населення села становило 503 особи, з яких 218 чоловіків та 285 жінок.
За переписом населення 2001 року в селі мешкало 516 осіб.

### Мова
Розподіл населення за рідною мовою за даними перепису 2001 року:
| Мова       | Відсоток |
| ---------- | -------- |
| українська | 93,02 %  |
| російська  | 5,23 %   |
| румунська  | 1,16 %   |
| болгарська | 0,19 %   |